# 青春偵探晴也～不容許大人的作惡～
『青春偵探晴也～不容許大人的作惡～』（せいしゅんたんていハルヤ おとなのあくをゆるさない!）是讀賣電視台於2015年10月15日起播出的木24電視劇。此劇改編自小說家福田榮一的推理小説「エンド・クレジットに最適な夏」。

## 故事簡介
為了解決發生在身邊的人所發生的糾紛、及他們所付予的高額報酬，貧困大學生－－淺木晴也及他那圍繞著不同事件的青春的故事。

## 登場人物
- 淺木晴也 - 玉森裕太（Kis-My-Ft2）

窮困的大學生，總是拖欠著房租和吃飯錢。正義感很強，觀察力細微，運動能力很高，對於有困難的人無法坐視不理。在老家是有名的混混。因為一些事情，家裡疼愛妹妹卻討厭自己而沒給他匯寄任何生活費，所以努力地打工賺錢。
- 能見美羽 - 新川優愛

東京學院大學小姐，在銀座俱樂部當小姐。因為跟蹤狂事件而以二十萬日元作酬金找晴也幫忙。喜歡晴也。
- 窪寺和臣 - 高田翔（小傑尼斯）

表面上對女生很輕浮，但實際上卻是個膽小的人。人際關係很廣闊，收集信息的能力也很強。因為家境富有而過著富裕的生活。
- 篠原俊喜 - 阿見201

跟晴也從高中時代已經認識的朋友。雖然外型高大魁梧，但其實是個內心纖細善良的人。
- 磯部克夫 - 宇梶剛士

晴也在建築工場打工的前輩，想要讓人覺得可靠，但最終總會搞砸事情。暗戀著餐廳「阿拉巴馬」的老闆娘靜江，但卻不懂得如何向對方直率的表達自己的想法。是棒球隊阪神的支持者。
- 石田靜江 - 高島禮子

餐廳「阿拉巴馬」的老闆娘。性格親切和厚，是晴也他們的守護者一般的存在。
- 坂本葵 - 柳百合菜

晴也的追隨者之一。對晴也委託的事情很樂意去做。
- 安藤麻衣 - 池田沙絵美

晴也的追隨者之一。
- 小島桃子 - 小槙誠子

晴也的追隨者之一。
- 冬本薫 - 伊倉愛美

餐廳「阿拉巴馬」的女店員。
- 淺木楓花 - 篠川桃音

晴也的妹妹，很受家人疼愛，很喜歡打電話給晴也。

### 客串

#### 第一話
- 大谷雅人 - 陳内將

跟蹤犯嫌疑人之一。Sea Side研究學會組長，跟美羽交往過一段時間，只懂得追隨外間評價，而不會在意那些東西實際本質。因為被美羽提出分手而心生不忿而計劃對她施暴。
- 松本賢司 – 城咲仁

跟蹤犯嫌疑人之一。影像公司製作人，美羽在銀座俱樂部的客人，勸說她跟自己交往進而加入娛樂圈，其實目的是想讓美羽加入AV界。
- 內藤章一 – 池田純矢

Sea Side研究學會前組員，暗戀著美羽。因為聽到了雅人打算對她施暴的計劃，而暗地裡跟蹤保護她。
- 廣沼雅司 – 武田航平（第一、二話）

千晶的哥哥，因為擔心沒有聯繫家中的妹妹而去她所住的大廈查看，卻被晴也誤以為是美羽的跟蹤狂。

#### 第二話
- 廣沼千晶 – 小島梨里杏

雅司的妹妹，住在美羽的隔壁單位，認識了男朋友晃二而開始販賣毒品，怕會連累家人而不聯絡家中。
- 橋本學 - 遠山俊也

美羽所住的大廈的前管理人，因為工作壓大過大而對女住客作出性騷擾，美羽向管理公司投訴後被解僱，因而對她懷恨在心。
- 尾上貴浩 - 金井勇太

跟晃二合作販賣毒品，但因為對方想要脫身而把他跟千晶擄走囚禁。
- 高城晃二 - 聖也

千晶的戀人，跟貴浩合作販賣毒品，因為想要脫離組織而被對方囚禁。
- 增田加奈子 - 杉浦琴乃

千晶的朋友。

#### 第三話
- 馬場洋二 – 矢柴俊博

美羽在俱樂部打工的客人，小型公司「馬場照相機」的社長。被夏紀勒索，因為聽說到晴也的事跡而向他求助。
- 夏紀 - 丸高愛

洋二的外遇對象，突然要脅對方付一百萬日圓掩口費，不然把二人外遇的事情告知其妻子。
- 千鶴子 - 田中美奈子

洋二的妻子，與丈夫一起打理「馬場照相機」，勒索的主謀。
- 和田信弘 - 藤重政孝

千鶴子的弟弟，與夏紀一起聯手欺騙勒索洋二。

#### 第四話
- 太田京子 - 富山惠理子

女子宿舍的學生，參加柔道部，喜歡晴也。因為自己洗澡的畫面被偷拍上傳到網站而大受打擊。
- 荒川征子 - 伊藤和枝

女子宿舍的廚師，為人溫柔善良，會烹飪不同美味的料理，是宿舍大家所喜歡的對象，但卻幫助男友在女生宿舍的澡堂安裝攝影機進行偷拍。
- 女子宿舍舍長 - 宮地雅子

表面上很嚴肅，不歡迎男生到來女生宿舍。
- 偷拍犯 - 佐野圭亮

於女生宿舍的澡堂抽氣扇處安裝攝影機，認為偷窺拍攝是男人的刺激及浪漫。
- 井川功 - 長田成哉

征子的男朋友，經營非法DVD店，把京子的偷拍視頻放上網。

#### 第五話
- 宮澤公平 - 神保悟志

東京學院大學大學教授，因為晴也的成績不合格要求他重修一年，在知道對方是偵探後，以補考為報酬要求他幫忙查驗妻子多香子是否有外遇。
- 宮澤多香子 - 中島廣子

公平的妻子，因為從銀行戶口提出大量款式而被丈夫懷疑出軋。
- 宮澤翔太 - 神宮寺勇太（當時小傑尼斯/現在King & Prince）

公平的繼子，跟家裡的關係不好。
- 倉田幹雄 - 進藤學

多香子的社交舞教師，被公平誤以為與多香子有外遇關係。
- 佐藤健一 - 阿部渡

扮演型詐騙集團的其中一人，扮成律師打電話給多香子聲稱其子翔太被警察以非禮的罪名拘捕，要求支付和解費。
- 詐騙集團成員 - 小松勇司

扮演型詐騙集團的其中一人，扮成律師事務所的人從多香子手上拿取金錢。
- 小林誠 - 菅裕輔

和臣的朋友，被詐騙集團以高時薪聘請為接送員，但對內幕毫不知情。
- 混混 - 新貝文規

翔太的朋友，知道晴也以前的事跡。
- 混混 - 山田雅己

翔太的朋友。
- 混混 - 久貝大地

翔太的朋友。

#### 第六話
- 岡島武 - 白洲迅

就職學生，已得到多間公司的內定。於AGLIANICO披薩店打工，因為被人進行就職妨礙而找晴也幫忙。
- 立花圭介 - 山中崇

AGLIANICO披薩店店長。因為岡島高中時打工的脫序行為讓老家的蕎麥麵店被迫關門，和岡島多次言談中瞧不起披薩店這份工作而對岡島進行就職妨礙。
- 近藤昭則 - 木下隆行（TKO）

對岡島進行就職妨礙嫌疑人之一。就職社的講師，因為被武說壞話而對他懷恨在心。
- 坂口三奈 - 青谷優衣

對岡島進行就職妨礙嫌疑人之一。岡島的同學，成績很好但因為容易緊張而一直無法得到工作內定。

#### 第七話
- 七瀬早織 - 宮地真緒

三個小孩的單親母親，一邊於藤沼運輸公司上班，一邊於聖菲俱樂部當小組，在一週前從突然失蹤。
- 七瀬蓮 - 須田琉雅

早織的孩子，三兄妹中的大哥。
- 七瀬亮 - 須田瑛斗

早織的孩子，三兄妹中排行第二的弟弟。
- 七瀬陽菜 - 須田理央

早織的孩子，三兄妹中最年幼的妹妹。
- 藤沼潤平 - 山口良一

早織上班的公司的社長。
- 藤沼容子 - 林田美樹

潤平的妻子。
- 青木賢一 - 八神蓮

聖菲俱樂部的黑服，十分迷戀早織，因追求被拒絕而進行綁架。
- 莉莉 - 杉浦亞衣

聖菲俱樂部的小姐。
- 瑪莉亞 - 青山惠

聖菲俱樂部的小姐。
卡門 - 奧村佳惠
聖菲俱樂部的小姐，跟早織要好。

#### 第八話
- 富田令子 - 石田陽子

最近經常出現於媒體及演講會的受歡迎教育評論家，信奉著「父母應該為孩子決定他們所走的道路」。某天收到了要求不要再出現在媒體面前不然就會自殺的威脅信，於是在美羽的介紹下找晴也解決事件。
- 富田梨花 - 小林麗菜

令子的女兒。表面上跟令子很友好，但是卻不敢對母親說出自己的心底話。
- 川崎明 - 大衛伊東

東都電視台的製作人，曾經與令子有過不倫的關係。
- 谷花子 - 宮田早苗

因為跟從令子的教學方法去教導已長大成人的兒子卻不成功，於是遷怒於令子並試圖傷害對方。

#### 第九話
- 三浦節子 - 丘光子

和臣在路上遇到的老婦人，正在尋找耕治。因為讓和臣聯想到自己已過世的祖母而開始幫助她。
- 秋山耕治 - 名高達男

詐騙集團的成員之一。因為三年前公司破產成為了流浪漢，被大石幫忙還清欠債而加入其中。
- 大石 - 壽司（コトブキツカサ）

犯罪集團首腦，有著欺詐及層壓式銷售案底的欺詐犯，專門盯上獨居老婦人進行感情詐騙。

#### 最終話
- 新田彬 - 高嶋政宏

靜江的前夫，當年因為被公司遷升到美國，與靜江各懷理想無法以共同目標走下去而離婚，但因在美國受盡歧視而變得只相信金錢及權力。因為社區再開發事件而回來。
- 神鷹 - 小野了

神鷹拉麵店的老板，被上條的人從樓梯上推下。
- 上條晃一 - 本宮泰風

上條房產公司的老闆，在底下以威脅恐嚇的手段從業主手上買到業權。
- 本間征四郎 - 伊藤正之

都議會議員，為了利益而與新田合作，助他收購再開發的社區。
- 川藤幸三 - 本人飾演

前阪神虎棒球隊的傳奇球員，因醉酒路過而向克夫送上鼓勵。

### 幕後人員
- 編劇：田中真一
- 導演：大塚徹、小松隆志（Media Mix Japan）
- 配樂： 井筒昭雄
- 主題曲 - Kis-My-Ft2「AAO」[2]
- 插曲 - Honey L Days「リスタート」
- 背景字幕：Eleven graphics
- 動作指導：大道寺俊典
- 技術協助 - FORTUNE、K Company
- 美術協助 - BEENS
- 照明協助 - LA LUCE
- 撮影 - 布川潤一
- 照明 - 平岡将仙
- VE - 山下輝良
- 聲音 - 奥野正人
- 編輯 - 石上淳
- CG - 福井直人
- 音響效果 - 瀧野真澄
- 字幕背景 - 相川始
- 技術台 - 星宏美
- 藝術監製 - 津留啓亮
- 美術進行 - 佐佐木理恵
- 節目宣傳 - 竹村麻美、折原加奈（ytv）
- 官方網站 - 金澤美雪（ytv）
- 協作製片 - 遠田孝一（MMJ）
- 製片 - 田中雅博（ytv）、伊藤達哉（MMJ）
- 首席製作 - 中村泰規、木谷俊樹（ytv）
- 協助製作 - Media Mix Japan
- 製作著作 - 讀賣電視台

## 播放日期
| 集數                                               | 播出日   | 日文標題                          | 中文標題                             | 導演     | 收視 |
| -------------------------------------------------- | -------- | --------------------------------- | ------------------------------------ | -------- | ---- |
| 1                                                  | 10月15日 | ミスキャンパスを狙うストーカー    | 盯上校園小姐的跟蹤狂                 | 大塚徹   | 5.1% |
| 2                                                  | 10月22日 | 違法ドラッグ・監禁…事件は闇の中へ | 違法毒品・監禁…事件向黑暗之中發展    | 大塚徹   | 4.3% |
| 3                                                  | 10月29日 | 浮気相手のキャバ嬢から突然の脅迫… | 外遇對象的夜店小姐突如其來的要脅…    | 小松隆志 | 3.9% |
| 4                                                  | 11月5日  | 女子寮のぞき騒動…盗撮犯を大追跡!  | 女生宿舍的偷窺騷動…偷拍犯大追蹤!     | 小松隆志 | 3.7% |
| 5                                                  | 11月12日 | 大学教授妻の浮気調査              | 大學教授妻子的外遇調查               | 小松隆志 | 5.1% |
| 6                                                  | 11月19日 | 就職戦線、超異状アリ…!?           | 就業戰線、超異狀螞蟻…！？            | 大塚徹   | 3.9% |
| 7                                                  | 11月26日 | 子供達からSOS…消えた母親を探せ！  | 孩子們所發出的SOS…尋找消失了的母親！ | 小松隆志 | 4.9% |
| 8                                                  | 12月4日  | 美人教育評論家へ突然の自殺予      | 給美人教育評論家的突然的自殺預告     | 倉木義典 | 4.4% |
| 9                                                  | 12月11日 | 高齢者を詐欺から守れ              | 保衛高齡者免受欺詐                   | 大塚徹   | 3.2% |
| 總集編                                             | 12月18日 | 12・24聖夜の最終話直前スペシャル  | 12月24日平安夜的最終話前SP           | /        | 2.3% |
| 最終話                                             | 12月24日 | 大人の悪を許さない!               | 不容許大人的作惡                     | 大塚徹   | 4.7% |
| 平均收視率4.14%（收視率由Sponichi Annex 芸能調查） |          |                                   |                                      |          |      |

## 外部連結
- 讀賣電視台日本官方網站 （页面存档备份，存于）
- Media Mix Japan日本官方網站 （页面存档备份，存于）

| 讀賣電視台制作·日本電視台 每週四23:59 - 24:54 | 讀賣電視台制作·日本電視台 每週四23:59 - 24:54          | 讀賣電視台制作·日本電視台 每週四23:59 - 24:54 |
| --------------------------------------------- | ------------------------------------------------------ | --------------------------------------------- |
|                                               | 青春偵探晴也～不容許大人的作惡～ （2015年10月15日 - ） |                                               |
| 結婚刑警 （2015年7月2日－2015年9月17日）      | 金錢天使〜你的金錢、由我來幫你取回來!〜                |                                               |